# Stellan Gullström
Stellan Julius Gullström (i riksdagen kallad Gullström i Stockholm), född 12 augusti 1871 i Filipstad, död 12 maj 1951 i Danderyd, var en svensk apotekare och politiker (liberal). 
Stellan Gullström, som var son till en gruvdisponent, tog apotekarexamen 1897 och övertog arrende på apoteket Örnen i Karlstad 1907. Efter en tid som byråchef vid Medicinalstyrelsen 1919–1923 blev han innehavare av apoteket Ugglan i Stockholm 1923 och därefter Svanen i samma stad 1930–1940. Han var också ordförande i Apotekarsocieteten 1923–1935. Gullström var grundare av Farmacevtiska Institutets Elevkår (nuvarande Farmacevtiska Studentkåren) 1896 och blev 1946 utsedd till hedersledamot. Han var från 1899 till sin död gift med Margareta f, Undén,  äldre syster till utrikesminister Östen Undén.
Ett stipendium finns till minne av Stellan Gullström och delas ut av Farmacevtiska Studentkåren i samband med höstfesten till medlemmar som visat på speciella eller långvariga kårmeriter. I samband med detta brukar även stipendiaten tilldelas Farmacevtiska Studentkårens stora medalj i guld. 
Han var även politiskt aktiv och var vice ordförande i Karlstads stadsfullmäktige 1909–1919. Han var riksdagsledamot i andra kammaren för Värmlands läns östra valkrets 20 april–31 december 1920 och tillhörde Frisinnade landsföreningens riksdagsgrupp Liberala samlingspartiet.